# La luz incidente
La luz incidente és una pel·lícula dramàtica argentina de 2016 escrita i dirigida per Ariel Rotter i protagonitzada per Érica Rivas i Marcelo Subiotto.

## Sinopsi
Des de la mort del seu marit que Luisa no lográ encaminar la seva vida. Hi ha assumptes familiars pendents de resoldre, preguntes per a les quals no existeix resposta aparent i unes certes dades del passat que ara es revelen, la reafirmen en la idea que podria existir una veritat oculta. D'altra banda, la realitat també planteja demandes: Luisa és molt jove, té dues nenes i una casa que sostenir. No obstant això l'arribada d'un home desconegut li proposa refer la seva vida.

## Repartiment
- Érica Rivas com Luisa.
- Marcelo Subiotto com Ernesto.
- Susana Pampín
- Elvira Onetto
- Rosana Vezzoni
- Roberto Suárez
- Greta Cura
- Lupe Cura

## Recepció

### Crítica
La llum incident va rebre aclamació de la premsa especialitzada. Al lloc Todas Las Críticas, la cinta va rebre una aprovació del 100%  basat en 35 crítiques les quals fan una mitjana de 81/100 convertint-la en la pel·lícula argentina millor rebuda del 2016.

## Premis i nominacions
| Any  | Premi          | Categoria                            | Nominats         | Resultat  | Ref.  |
| ---- | -------------- | ------------------------------------ | ---------------- | --------- | ----- |
| 2017 | Premis Sur     | Millor pel·lícula                    | La luz incidente | Guanyador | [ 4 ] |
| 2017 | Premis Sur     | Millor direcció                      | Ariel Rotter     | Guanyador | [ 4 ] |
| 2017 | Premis Sur     | Millor guió original                 | Ariel Rotter     | Nominat   | [ 4 ] |
| 2017 | Premis Sur     | Millor actriu                        | Erica Rivas      | Nominat   | [ 4 ] |
| 2017 | Premis Sur     | Millor actor                         | Marcelo Subiotto | Nominat   | [ 4 ] |
| 2017 | Premis Sur     | Millor actor revelació               | Marcelo Subiotto | Guanyador | [ 4 ] |
| 2017 | Premis Sur     | Millor actriu de repartiment         | Susana Pampin    | Nominat   | [ 4 ] |
| 2017 | Premis Sur     | Millor fotografia                    | Guillermo Nieto  | Guanyador | [ 4 ] |
| 2017 | Premis Sur     | Millor muntatge                      | Eliane Katz      | Guanyador | [ 4 ] |
| 2017 | Premis Sur     | Millor direcció d’art                | Aili Chen        | Guanyador | [ 4 ] |
| 2017 | Premis Sur     | Millor disseny de vestuari           | Mónica Toschi    | Nominat   | [ 4 ] |
| 2017 | Premis Sur     | Millor música original               | Mariano Loiácono | Nominat   | [ 4 ] |
| 2017 | Premis Sur     | Millor maquillatge i caracterització | Emanuel Miño     | Nominat   | [ 4 ] |
| 2017 | Premis Platino | Millor Música Original               | Mariano Loiácomo | Nominat   | [ 5 ] |
| 2017 | Premis Platino | Millor Direcció d’Art                | Aili Chen        | Nominat   | [ 5 ] |
| 2017 | Premis Platino | Millor direcció de fotografIa        | Guillermo Nieto  | Nominat   | [ 5 ] |

| Festivals de Cinema                                              | Festivals de Cinema                | Festivals de Cinema       | Festivals de Cinema | Festivals de Cinema |
| Festival                                                         | Data d'esdeveniment                | Categoria                 | Premi               | Ref                 |
| ---------------------------------------------------------------- | ---------------------------------- | ------------------------- | ------------------- | ------------------- |
| Festival Internacional de Cinema de Mar del Plata                | 18 al 27 de novembre de 2015       | Millor actriu             | Guanyador           | [ 6 ]               |
| Festival Internacional de Cinema de Mar del Plata                | 18 al 27 de novembre de 2015       | FIPRESCI                  | Guanyador           | [ 6 ]               |
| Festival Internacional de Cinema de Mar del Plata                | 18 al 27 de novembre de 2015       | ACCA                      | Guanyador           | [ 6 ]               |
| Festival Internacional de Cinema de Mar del Plata                | 18 al 27 de novembre de 2015       | SAGAI                     | Guanyador           | [ 6 ]               |
| Festival Internacional del Nou Cinema Llatinoamericà de l'Havana | 3 al 13 de desembre de 2015        | Millor direcció artística | Guanyador           | [ 7 ]               |
| Festival Internacional del Nou Cinema Llatinoamericà de l'Havana | 3 al 13 de desembre de 2015        | Millor fotografIa         | Guanyador           | [ 7 ]               |
| Festival Internacional de Cinema de Rotterdam                    | 27 de gener al 7 de febrer de 2016 | Millor pel·lícula         | Nominada            | [ 8 ]               |
| Festival Internacional de Cinema de Punta del Este               | 21 al 27 de febrer de 2016         | Millor pel·lícula         | Guanyador           | [ 9 ]               |
| Festival Internacional de Cinema de Punta del Este               | 21 al 27 de febrer de 2016         | Millor actriu             | Guanyador           | [ 9 ]               |
| Festival Internacional de Cinema de Miami                        | 4 al 13 de març de 2016            | Gran Premi del Jurat      | Nominat             | [ 10 ]              |
| Festival Internacional de Cinema Independent de Cosquín          | 4 al 8 de maig de 2016             | Millor pel·lícula         | Guanyador           | [ 11 ]              |